# Karl Böhm
Karl Böhm, född 28 augusti 1894 i Graz, död 14 augusti 1981 i Salzburg, var en framstående österrikisk dirigent. Böhm debuterade som dirigent 1917 och arbetade därefter vid operahusen i München 1921–1927, Darmstadt 1927–1931, Hamburg 1931–1933, Dresden 1934–1942 och Wien 1943–1945 och 1954–1956 samt Buenos Aires 1950–1953. Därefter arbetade han som gästdirigent vid flera stora internationella operahus och orkestrar, bl.a. Bayreuthfestspelen, Salzburg, Metropolitan Opera (debut 1957, därefter 253 föreställningar). 
Böhm har dirigerat premiären av Richard Strauss sena operor Die schweigsame Frau (1935) och Daphne (1938).
Böhm var mest uppskattad för sina tolkningar av Mozart, Richard Strauss, Richard Wagner, Anton Bruckner och Alban Berg. Hans dirigeringsstil var lugn, behärskad och med ekonomisk teknik. Hans samarbete med tidigare dirigentgiganter Bruno Walter och Karl Muck bidrog till att stärka hans auktoritet.

## Tidiga år
Karl Böhm föddes som son till advokaten Leopold Böhm (1865–1933) och hans hustru Sophie, född Franz (1873–1952), i Graz. Liksom sin far studerade han först rättsvetenskap och fick en doktorsexamen i juridik. I sin tidiga ungdom var hans mål att bli pianist, men han insåg att han var gjord för dirigentyrket. Han studerade piano och musikteori vid konservatorierna i Wien och Graz.
År 1917 blev Böhm repetitionsassistent i sin hemstad och debuterade som dirigent i Viktor Nesslers Trumpetarn från Säkkingen 1917. År 1919 blev han biträdande musikdirektör och året därpå förste direktör. På rekommendation av Karl Muck anlitade Bruno Walter honom vid Bayerska statsoperan i München 1921. Ett tidigt uppdrag här var Mozarts Enleveringen ur Seraljen, med skådespelare som Maria Ivogün, Paul Bender och Richard Tauber. År 1927 utsågs Böhm till chefsdirigent i Darmstadt. År 1931 utnämndes han till samma tjänst vid Hamburgs statsopera, en tjänst som han innehade till 1934.
1927 gifte han sig med sopranen Thea Linhard. Det enda barnet i detta äktenskap var skådespelaren Karlheinz Böhm (1928–2014), som grundade hjälporganisationen "Menschen für Menschen". Skådespelerskorna Kristina Böhm och Katharina Böhm är hans barnbarn.

## Under nazitiden
1933 dirigerade Böhm för första gången i Wien, i Tristan och Isolde av Richard Wagner. På Adolf Hitlers inrådan befriades Böhm från sitt kontrakt i Hamburg i början av 1934 med avsikt att omedelbart flytta till Semperoper i Dresden för att efterträda Fritz Busch (1890–1951), som nazistregimen hade tvingat att avgå och emigrera av politiska skäl. Böhm innehade tjänsten i Dresden fram till 1943. Detta var en viktig period för honom, då han dirigerade de första framförandena av verk av Richard Strauss: operorna Die schweigsame Frau (1935) och  Daphne (1938), som är tillägnad honom. Han dirigerade också uruppförandena av Romeo und Julia (1940) och Die Zauberinsel (1942) av Heinrich Sutermeister, samt Strauss hornkonsert nr 2 (1943).
Böhm var inte medlem i NSDAP men sade vid sin installation i Dresden i början av januari 1934 att han bara kände till en attityd i nationalsocialistisk mening. Han var medlem i Kampfbund für deutsche Kultur (grundad av Alfred Rosenberg), som gick samman med andra organisationer i juni 1934 i samband med den socialt påtvingade konformiteten.
Den 2 augusti 1935 skrev Böhm till riksdramaturgen Rainer Schlösser: "Eftersom jag är österrikare till födseln, nu har varit medborgare i riket i tolv år, och naturligtvis har många anhängare i Wien, särskilt i det nationalsocialistiska lägret, tror jag att dessa konserter kan vara till största fördel för Tyskland när det gäller propaganda (...)" I ytterligare ett brev av den 13 augusti 1935 för att få tillstånd att uppträda i Wien förklarade han: "Det ligger helt klart i regeringens intresse om jag reser till Wien som tysk dirigent för att ge ny inspiration till de talrika anhängarna av den nationalsocialistiska idén där, i synnerhet som jag är infödd österrikare. […] Heil Hitler!“
Böhm framträdde för första gången vid festspelen i Salzburg 1938, som dirigent för Don Giovanni, och därefter blev han en ständig gästdirigent. Han fick en toppost vid Wiener Staatsoper 1943 och blev så småningom musikchef. I samband med Richard Strauss 80-årsdag den 11 juni 1944 dirigerade han Wiener Staatsopers uppsättning av Ariadne på Naxos.
Vid nazistpartiets möte den 8 september 1936 dirigerade han Wagners Mästersångarna i Nürnberg. Kort efter Anschluss av Österrike dirigerade Böhm Wienerfilharmonikerna vid den "första festkonserten i det nya tyska riket" i Wiener Konzerthaus den 30 mars 1938, hälsade publiken med Hitlerhälsningen (utan att ha varit tvungen att göra det) och spelade Horst Wessel-sången. I april 1938 skrev Böhm om "folkomröstningen" om annekteringen av Österrike: "Den som inte håller med om denna handling av Führern med ett hundraprocentigt JA förtjänar inte att bära hedersnamnet tysk."
I en artikel (publicerad i april 1939) skrev Böhm att "vägen till dagens musik [...] banade väg för nationalsocialismens världsåskådning" och förespråkade att "alla möjliga konstnärliga 'urspårningar' som inte tar hänsyn till den allmänna opinionen skulle omöjliggöras från början". År 1941 citerades Böhm i boken Künstler plaudern på följande sätt: "Jag hade en oförglömlig upplevelse i München: Det var den minnesvärda 9 november 1923 när Adolf Hitlers bruna kolonner marscherade till Feldherrnhalle. […] Det var här de hemska händelserna ägde rum, som utgör en milstolpe i Tysklands historia. […] Vi såg det blod som spilldes för idén, som segrade." År 1943 flyttade Böhm från Dresden till Wien, där han blev chef för Wiener Staatsoper. Som ett resultat av ingripandet av Reichsleiter Baldur von Schirach fick Karl Böhm och hans hustru Thea en "ariserad" villa på Wien 18, Sternwartestraße 70. Deras rättmätiga ägare kompenserades efter kriget.
År 1944, i andra världskrigets slutskede, när många konstnärer blev inkallade till militärtjänst eller tvingades arbeta på "hemmafronten", inkluderade Hitler honom på listan över de gudomligt begåvade som en av de 15 viktigaste dirigenterna, vilket var liktydigt med ett undantag. Senare skrev Böhm i sina memoarer: "Det faktum att jag inte emigrerade blev jag också senare anklagad för. […] Tyvärr hade jag inget erbjudande från Met eller Covent Garden vid den tidpunkten. […] Men [...] jag tror att jag under min verksamhet, både i Dresden och senare i Wien, har bevisat på vilken sida jag alltid har stått."
Huruvida Böhm någonsin gjort antisemitiska uttalanden är kontroversiellt. Enligt historikern Oliver Rathkolb (från 2010) är Böhm "inte känd för att ha gjort några antisemitiska uttalanden". Böhm citerar dock en bok som publicerades 2001 på följande sätt: "Så länge det fortfarande bor en jude i Ostmark kommer jag inte att ta upp stafettpinnen."

## Efter kriget

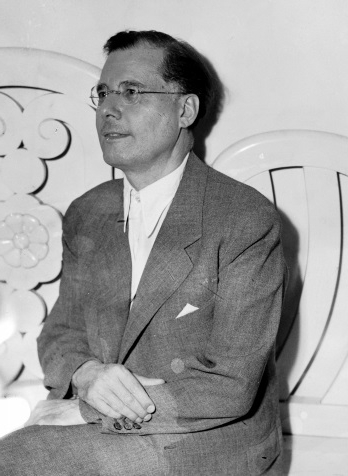
Karl Böhm 1947

År 1945 avlägsnade de allierade ockupationsmyndigheterna honom från posten som chef för Wiener Staatsoper eftersom han stod för nära den nazistiska regimen och förbjöd honom att uppträda (i likhet med Herbert von Karajan). Efter att ha fullgjort ett tvåårigt denazifieringsförbud efter kriget ledde Böhm Don Giovanni på La Scala i Milano (1948) och gav ett gästspel i Paris med Wiener Staatsoper (1949). Från 1950 till 1953 regisserade han den tyska säsongen på Teatro Colón i Buenos Aires, och han dirigerade den första föreställningen på spanska av Alban Bergs Wozzeck, översatt för detta tillfälle. 1953 var han ansvarig för uruppförandet av Gottfried von Einems opera Der Prozess. Från 1954 till 1956 ledde han Wiener Staatsoper i dess återuppbyggda hem. Han återupptog dessutom banden efter kriget i Dresden, vid Staatskapelle. Från 1955 (efter ockupationens slut) till 1956 anförtroddes han ämbetet som operachef i Wien för andra gången. Anklagelser om att han inte var tillräckligt närvarande i Wien, samt protestmöten under framträdanden han dirigerade, övertalade till slut Böhm att avgå från sin post. Hans efterträdare blev von Karajan. I ett öppet brev förnekade Böhm sedan att det skulle finnas några problem mellan honom och ensemblen och uttryckte uttryckligen sin tacksamhet och uppskattning till dem och den wienska publiken.
År 1957 gjorde Böhm sin debut på Metropolitan Opera i New York, där han dirigerade Don Giovanni, och blev snabbt en av favoritdirigenterna under Rudolf Bings chefstid på Met, och dirigerade 262 föreställningar där, inklusive Met-premiärerna av Wozzeck, Ariadne på Naxos och Die Frau ohne Schatten, som blev den första stora framgången i Mets nya hus vid Lincoln Center år 1966. Böhm ledde många andra stora nyproduktioner i New York, bland annat Fidelio för Beethovens tvåhundraårsjubileum 1970, Tristan och Isolde (inklusive Met-debuten av Birgit Nilsson 1959), Lohengrin, Otello, Rosenkavaljeren, Salome och Elektra. På repertoaren fanns även Figaros bröllop, Parsifal, Den flygande holländaren, Valkyrian och Mästersångarna i Nürnberg.
Böhm debuterade vid festspelen i Bayreuth 1962 med Tristan och Isolde, som han dirigerade fram till 1970. 1964 ledde han där Wagners Mästersångarna i Nürnberg och 1965–1967 kompositörens Nibelungens ring, som blev Wieland Wagners sista uppsättning. Hans Wagner för fram delade meningar; Inspelningsproducenten John Culshaw skrev att Böhms Valkyrian från 1966 "dirigerades med en bedövande likgiltighet, som om dirigenten inte kunde vänta på att få komma tillbaka till Salzburg eller vart han än skulle för sitt nästa uppdrag", men Grove's Dictionary of Music and Musicians lovordar Böhms framträdanden i Bayreuth för att de "fint visar hans kvaliteter". The Times intog en mittenlinje och fann hans Wagner "lätt och positiv" men "något ovillig att låta dramat finna sin fulla tyngd och djup". Framträdanden av Ringen och Tristan spelades in live och gavs ut på skiva. 1971 dirigerade han Wagners Den flygande holländaren i Bayreuth.
Särskilt från 1960-talet och framåt framträdde han åter som dirigent vid Wiener Staatsoper. I juni 1979 dirigerade han sin sista premiär på detta hus: Enleveringen ur Seraljen av Wolfgang Amadeus Mozart (regisserad av Dieter Dorn, scenografi och kostym Jürgen Rose; med Edita Gruberová, Horst Laubenthal och Rolf Boysen som Bassa Selim). 1980 dirigerade han Ariadne på Naxos av Richard Strauss på en turné i Japan. Våren 1981 gjorde han sina sista offentliga framträdanden då han dirigerade en serie föreställningar av Mozarts Figaros bröllop på Wiener Staatsoper. Några veckor före sin död dirigerade Böhm Wienerfilharmonikerna ännu en gång och spelade in soundtracket till Götz Friedrichs filmatisering av Strauss opera Elektra.
Sent i livet inledde han ett gästdirigeringsförhållande med London Symphony Orchestra (LSO) i ett framträdande vid Salzburgfestivalen 1973. Flera inspelningar gjordes med orkestern för Deutsche Grammophon. Böhm fick titeln LSO:s ordförande, som han innehade fram till sin död. Han dirigerade två gånger på Royal Opera House, Covent Garden på 1970-talet: Figaros bröllop 1977 och Così fan tutte 1979.

## Död och arv
Böhm dog i Salzburg, 86 år gammal. Böhm hann inte uppleva datumet för sin ursprungligen planerade avskedskonsert i början av september i samband med återöppnandet av Alte Oper i Frankfurt am Main. Han avled den 14 augusti 1981 under repetitionerna av Ariadne på Naxos. Wolfgang Sawallisch tog över den musikaliska ledningen och dirigerade denna uppsättning under den följande festivalsommaren. Böhm dirigerade uruppförandena av Strauss sena verk Die schweigsame Frau (1935) och Daphne (1938), som är tillägnad honom, spelade in alla de stora operorna (men gjorde ofta strykningar i partituret) och återupplivade regelbundet Strauss operor med starka rollbesättningar under sin tid i Wien och Dresden, liksom vid Salzburgfestivalen.
Böhm hyllades för sina rytmiskt robusta tolkningar av Mozarts operor och symfonier, och på 1960-talet fick han förtroendet att spela in alla Mozarts symfonier med Berlinfilharmonikerna. Hans raska och rättframma förhållningssätt till Wagner vann anhängare, liksom hans tolkningar av symfonier av Brahms, Bruckner och Schubert. Hans kompletta inspelningar av Beethovens symfonier med Wienerfilharmonikerna 1971 var också mycket uppskattade. På en mindre vanlig front förfäktade och spelade han in Alban Bergs avantgardistiska operor Wozzeck och Lulu innan de fick fotfäste på standardrepertoaren. Böhm nämnde i noterna till sina inspelningar av dessa verk att han och Berg diskuterade orkestreringarna, vilket ledde till ändringar i partituret (som han på liknande sätt hade gjort tidigare med Richard Strauss). Han beskrevs av en kritiker som en av 1900-talets största dirigenter- Grove skrev om honom:
Mozart, Wagner och Richard Strauss är de kompositörer som hans namn är mest förknippat med, följda av Haydn, Beethoven, Schubert, Bruckner, Brahms och Berg. Böhms musikaliska tillvägagångssätt, uttryckt i strikt funktionella gester, var direkt, fräscht, energiskt och auktoritativt, och undvek inslag av romantisk sentimentalitet eller självsvåldiga virtuosa manér ... Han var allmänt beundrad för sin skickliga balans och blandning av klanger, sin känsla för ett stabilt tempo och sin känsla för dramatisk spänning.
Böhm, som var allmänt känd för att vara besvärlig – vars sarkastiska eller cyniska kommentarer var legendariska – var mycket öppen mot progressiva operaregissörer in i det sista. Han koncentrerade sig på de musikaliska aspekterna av en produktion och undvek att blanda sig i produktionen. Han arbetade lätt och upprepade gånger med Wieland Wagner, Günther Rennert, Otto Schenk, Jean-Pierre Ponnelle, August Everding och Dieter Dorn. Hans samarbete med Wieland Wagner vid festspelen i Bayreuth gjorde honom känd som en av de stora Wagnertolkarna, särskilt i wagnerkretsar.
Karl Böhm dirigerade ett stort antal kända orkestrar – särskilt Wienerfilharmonikerna, men gjorde också många skivinspelningar med Berlinerfilharmonikerna, liksom på många kända operahus i Europa och USA – som Metropolitan Opera i New York. Under flera decennier var han också knuten till Deutsche Oper Berlin och många viktiga musikfestivaler (bland annat Bayreuthfestspelen och särskilt Salzburgfestspelen). Hans decennier långa relation med Wienerfilharmonikerna var särskilt nära, med vilka han gjorde många inspelningar, av vilka några också har överlevt som filmer.
Tyngdpunkten i hans repertoar låg på österrikisk och tysk musik från den klassiska och romantiska perioden. Han sades ha en förkärlek för musik av Mozart, som han enligt egen utsago betraktade som revolutionär. Han hade upprätthållit ett vänskapligt förhållande till Richard Strauss sedan sin tid i Dresden, och han dirigerade flera uruppföranden av Strauss verk. Till skillnad från sin landsman Herbert von Karajan, som ansågs vara sofistikerad, uppfattades Böhm av allmänheten som en jordnära musiker.
Han fick två exklusiva titlar: "Ehrendirigent" av Wienerfilharmonikerna och österrikiska "Generalmusikdirektor". Han blev mycket hyllad på sin 80-årsdag tio år senare; Hans kollega Herbert von Karajan gav honom en klocka för att markera detta tillfälle.
Böhm var gift med sopranen Thea Linhard. Hans son Karlheinz Böhm var en framgångsrik skådespelare.
Böhm ligger begravd på Steinfeldkyrkogården i Graz.

## Nazisympatier
Även om Böhm aldrig gick med i Nazistpartiet, uttryckte han ständigt sitt starka stöd för Hitler och hans regim, både offentligt och privat. I vilken utsträckning detta var en fråga om övertygelse snarare än karriärism är osäkert och föremål för många spekulationer. Böhms son hävdade att hans far varnades för att om han hoppade av från Nazityskland skulle alla i hans familj skickas till ett koncentrationsläger, men Böhms stöd till nazisterna föregick deras maktövertagande. Historikern Michael H. Kater skriver att medan Böhm var musikdirektör i Dresden (1934–43) "utgöt han en retorik som förhärligade den nazistiska regimen och dess kulturella mål". Kater placerar Böhm i den grupp av konstnärer hos vilka "vi också finner motstridiga element av motstånd, anpassning och tjänande av regimen, så att de i slutändan inte definitivt kan utmålas som vare sig nazister eller icke-nazister". Kater hävdar också att Böhms flytt till Dresdenoperan 1934, där han ersatte Fritz Busch efter dennes "politiskt motiverade" avskedande av de nazistiska myndigheterna, var ett bevis på Böhms "extrema karriäristiska opportunism på bekostnad av den personliga moralen" och underlättades direkt av Hitler, som lyckades få Böhm att friges i förtid från sitt tidigare kontrakt. Kater kontrasterar detta agerande med Böhms "estetiskt felfria och ibland politiskt vågade" val av repertoar, och hans samarbeten med antinazistiska regissörer och formgivare, som "av fiender till nazistregimen kunde ha tolkats som ett tappert försök att bevara principen om konstnärlig frihet". År 2015 meddelade Salzburgfestivalen att man skulle sätta upp en plakett i sin Karl-Böhm-Saal som ett bevis på dirigentens delaktighet i Nazityskland: "Böhm var en förmånstagare till Tredje riket och använde dess system för att främja sin karriär. Hans uppstigning underlättades av utvisningen av judiska och politiskt ogunnade kollegor."
Gatunamnet Dr.-Karl-Böhm-Allee i Graz granskades kritiskt av en kommission av historiker 2017, eftersom Böhm hade varit "en av regimens kulturella pelare". Han hade varit engagerad i nationalsocialisterna från 1933 och framåt och ställt sitt konstnärliga arbete i partiets tjänst. Dr.-Karl-Böhm-Allee är en asfalterad gångväg i Graz.

## Exerna länkar
- Litteratur rörande Karl Böhm i Deutsche Nationalbibliotheks katalog
- Joachim Riedl: Wer war Karl Böhm? In: Zeit Online. 17. November 2005
- Radio-Aufnahmen mit und über Karl Böhm im Online-Archiv der Österreichischen Mediathek